# Joaquín Lucarini
Joaquín Lucarini Macazaga (Fontecha, Álava, 14 de junio de 1905-Burgos, 21 de septiembre de 1969) fue un escultor español. 

## Biografía

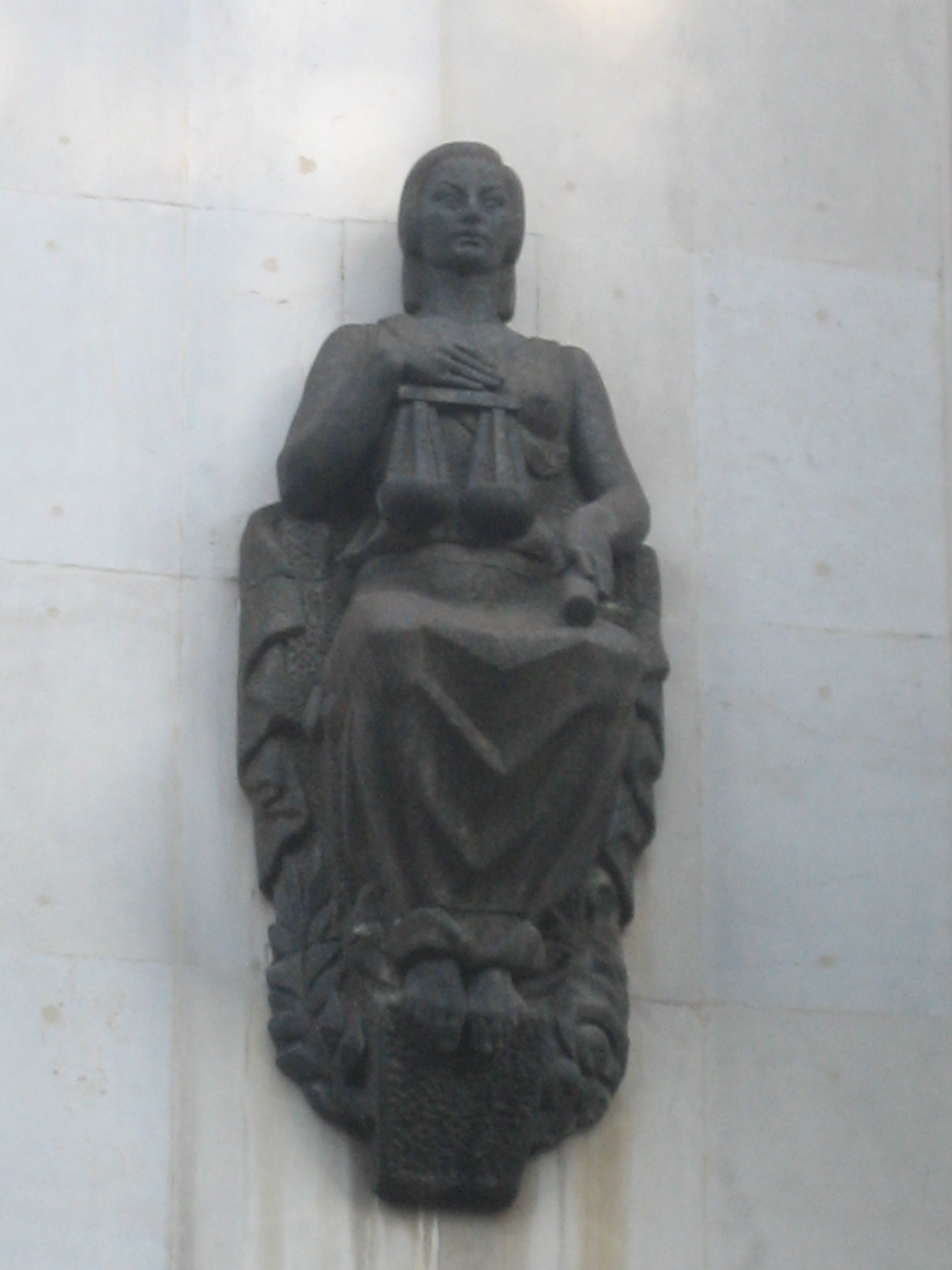
"La Justicia"

Nació en Fontecha, hijo de Ángel Lucarini Puliti, escultor italiano, natural de Pietrasanta, llegado a Vitoria para trabajar en las obras de la Catedral Nueva de Vitoria, y de Casilda Macazaga.
Aprendió los primeros rudimentos de su arte gracias a las enseñanzas de su padre. Cuando se suspendieron las obras de la catedral, la familia Lucarini se trasladó a Bilbao, matriculándose Joaquín en la Escuela de Artes y Oficios de Achuri. Es en el Ateneo de Bilbao donde realizó su primera exposición, en 1927. 
Estudió en París e Italia gracias a una beca concedida por la Diputación alavesa. Consta que se matriculó en la capital francesa en el Curso superior de dibujo aplicado al arte y a la industria. El director del curso consideró que era el alumno más aventajado de ese año. La revista Revue Moderne Ilustreè des Arts et de la vie, en su número 14, de 30 de julio de 1930 calificó a Lucarini como un continuador del realismo español.

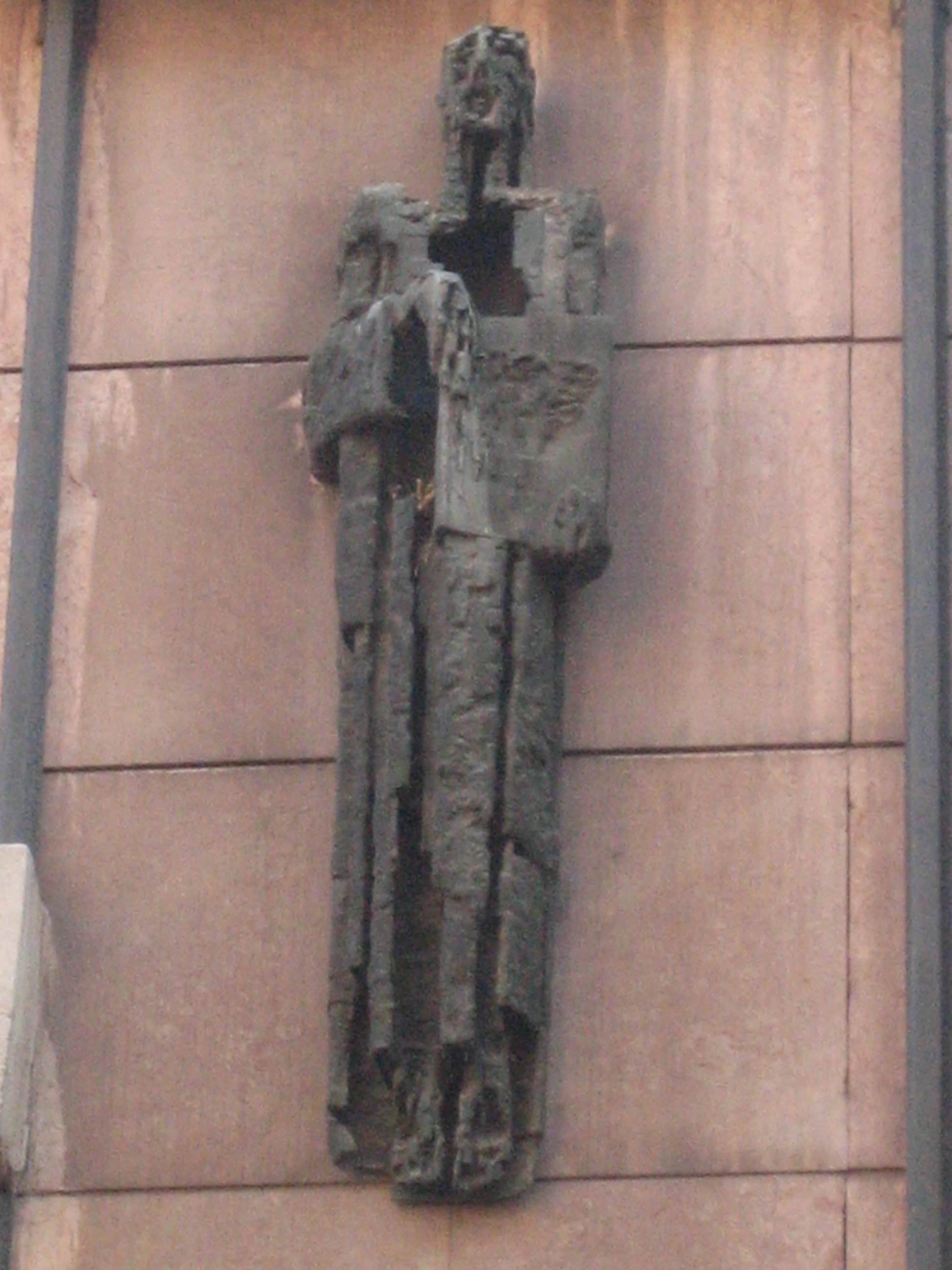
"Evangelista San Marcos" obra de Vicente Larrea

Conoció el éxito casi desde el principio de su carrera, recibiendo numerosos encargos públicos. En 1929 recibió el encargo de realizar los relieves del Club Deportivo de Bilbao. 
Gran parte de su producción se realizó para la ciudad de Bilbao, donde residió la mayor parte de su vida. Estableció su estudio, conocido como El Olimpo en el barrio de Ciudad Jardín. En 1953 ganó un concurso nacional convocado por la ciudad de Burgos para realizar ocho esculturas de 3 metros de altura cada una con diferentes figuras relacionadas con el Cid para acompañar al Monumento al Cid Campeador y que en la actualidad se pueden contemplar en el puente de San Pablo de la ciudad castellana con el nombre de Ciclo cidiano. Murió en Burgos el 21 de septiembre de 1969, víctima de una trombosis cerebral. Tenía 64 años. Había acudido a la ciudad castellana para presentar un proyecto de rotulación para las estatuas del ciclo cidiano.
Una de sus esculturas, dedicada a la Virgen, se encuentra sumergida a 10 metros de profundidad en las cercanías de la costa de San Juan de Gaztelugache.

## Obra

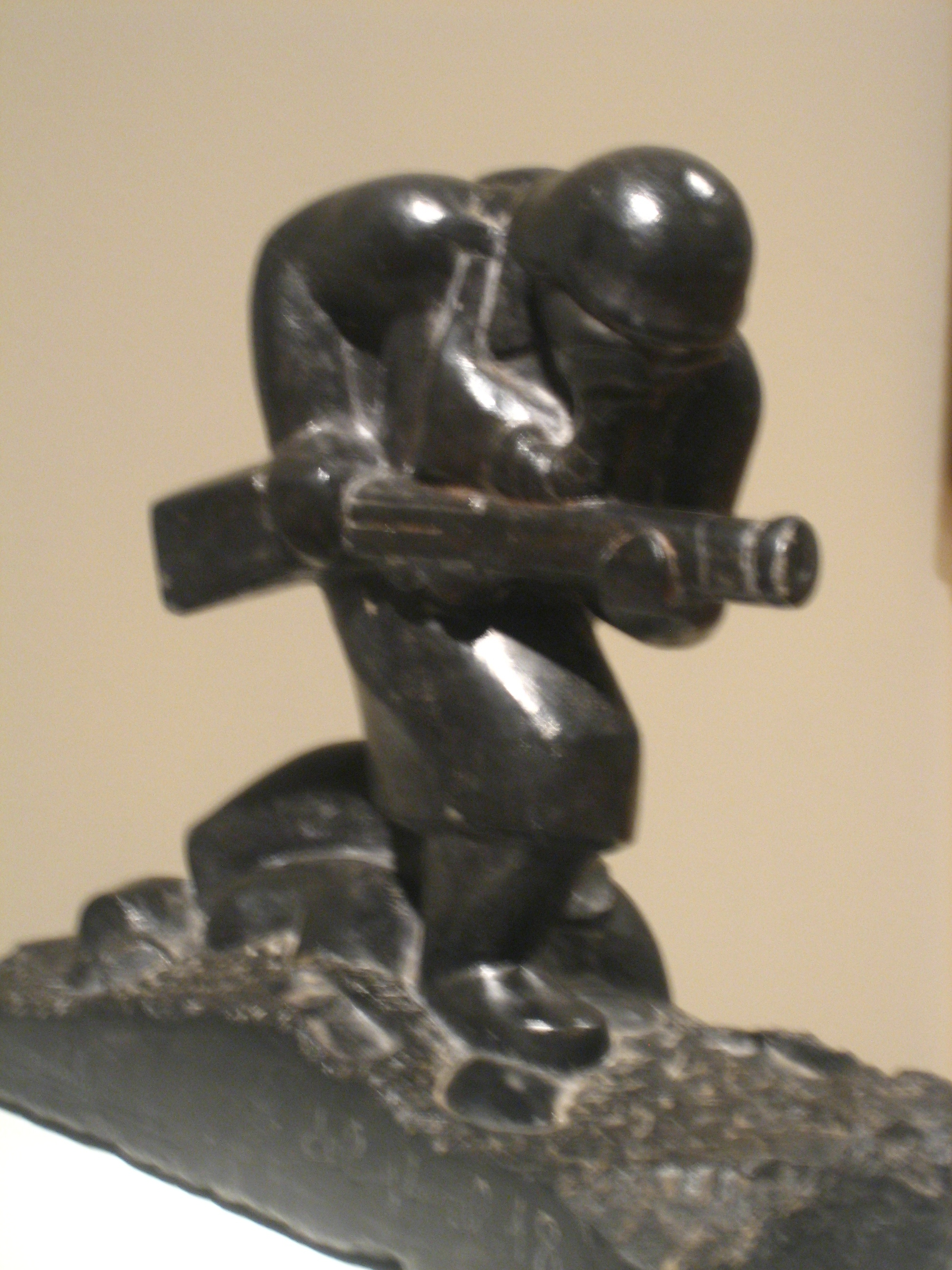
"Del 14 al 18"

Su obra está marcada por un  clasicismo en el que destaca el virtuoso tratamiento de la figura humana, a menudo estilizada. Siempre apegado al figurativismo, su estilo es ecléctico, condicionado quizá por haber sido siempre un escultor de encargo. El propio Lucarini manifestó en el periódico El Heraldo Alavés el 5 de marzo de 1928, ante la pregunta de cual era la escuela escultórica que más le gustaba:

«...La realista. Naturalmente, es la que yo practico en mi arte. Copiar de la Naturaleza sin estridencias, sin estilizaciones ridículas».

No obstante lo dicho en los años treinta, Lucarini estableció paralelismos entre las formas de la naturaleza y las geométricas, simplificando sus formas. Comenzó a utilizar líneas rectas, simples y funcionales, planos cortantes y volúmenes achatados, de ritmos paralelos, eliminación de detalles, dinámica futurista y sentido ornamental, evidenciando la influencia del vigente art decó. Sirva de testimonio, lo manifestado por el propio Lucarini en la revista Euzkadi, en esos años:

«Algunas de estas esculturas que he producido últimamente, escapándome, o pretendiendo escaparme un poco de formas que, a mi juicio, van envejeciendo».

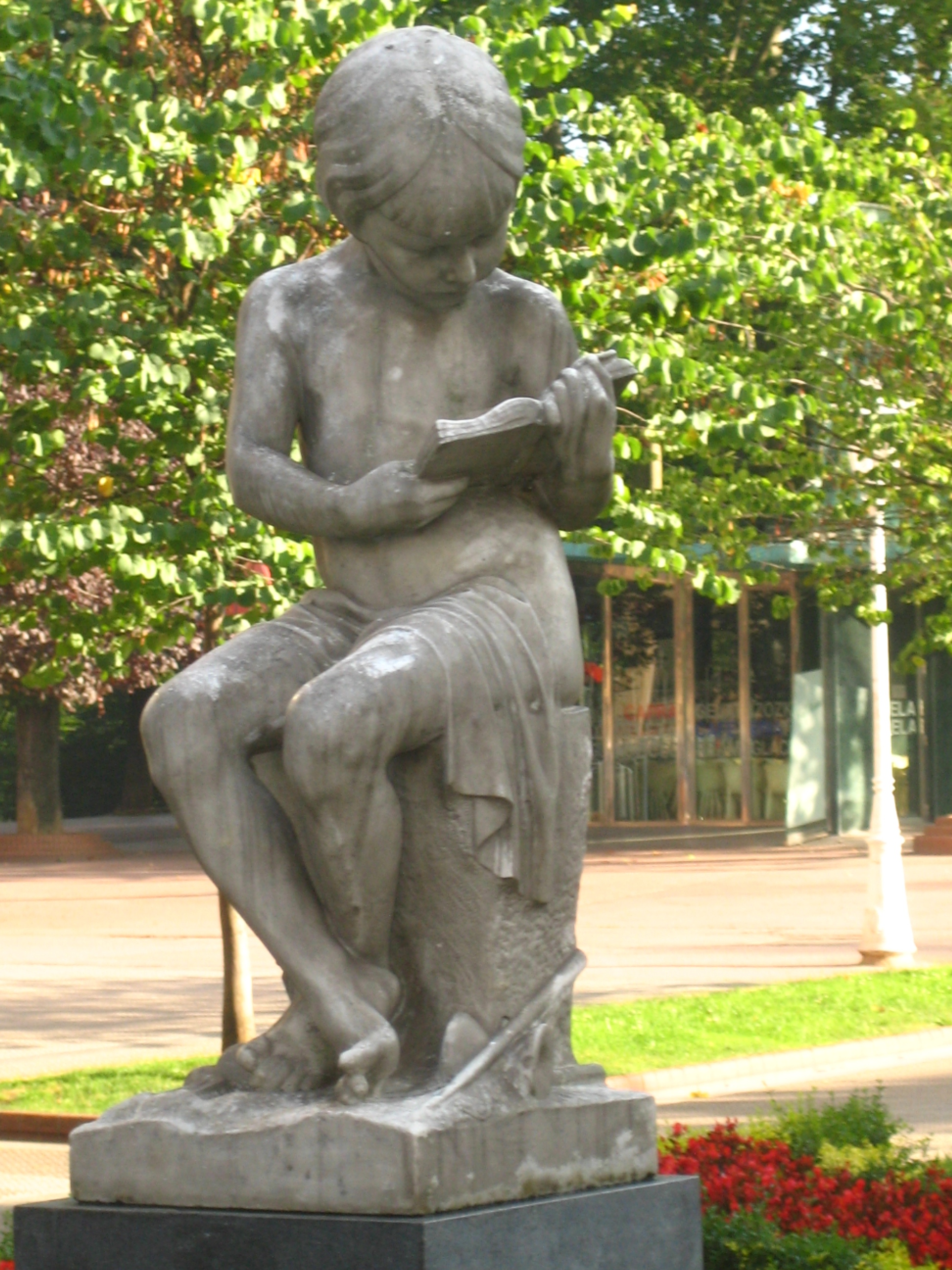
"Leyendo"

Trabajó la piedra natural, el mármol, bronce, alabastro, madera y la arcilla. Su obra podría calificarse pues, de ecléctica, adaptándose bien a los gustos propios de los comitentes, pero siempre con ese sello de originalidad propio de los verdaderos artistas.
Muchas de los trabajos de Lucarini, al estar destinados a ornar las fachadas de los edificios, han desaparecido con la destrucción de estos. En este sentido cabe mencionar los relieves que hizo hacia 1929-30 para el edificio del Club Deportivo de Bilbao. Se trata de relieves de cemento, con las figuras de pelotaris, palistas, atletas y montañeros, plasmados con un estilo muy expresionista. A pesar de las limitaciones espaciales, las figuras están captadas con ritmos cambiantes y numerosos pliegues. 

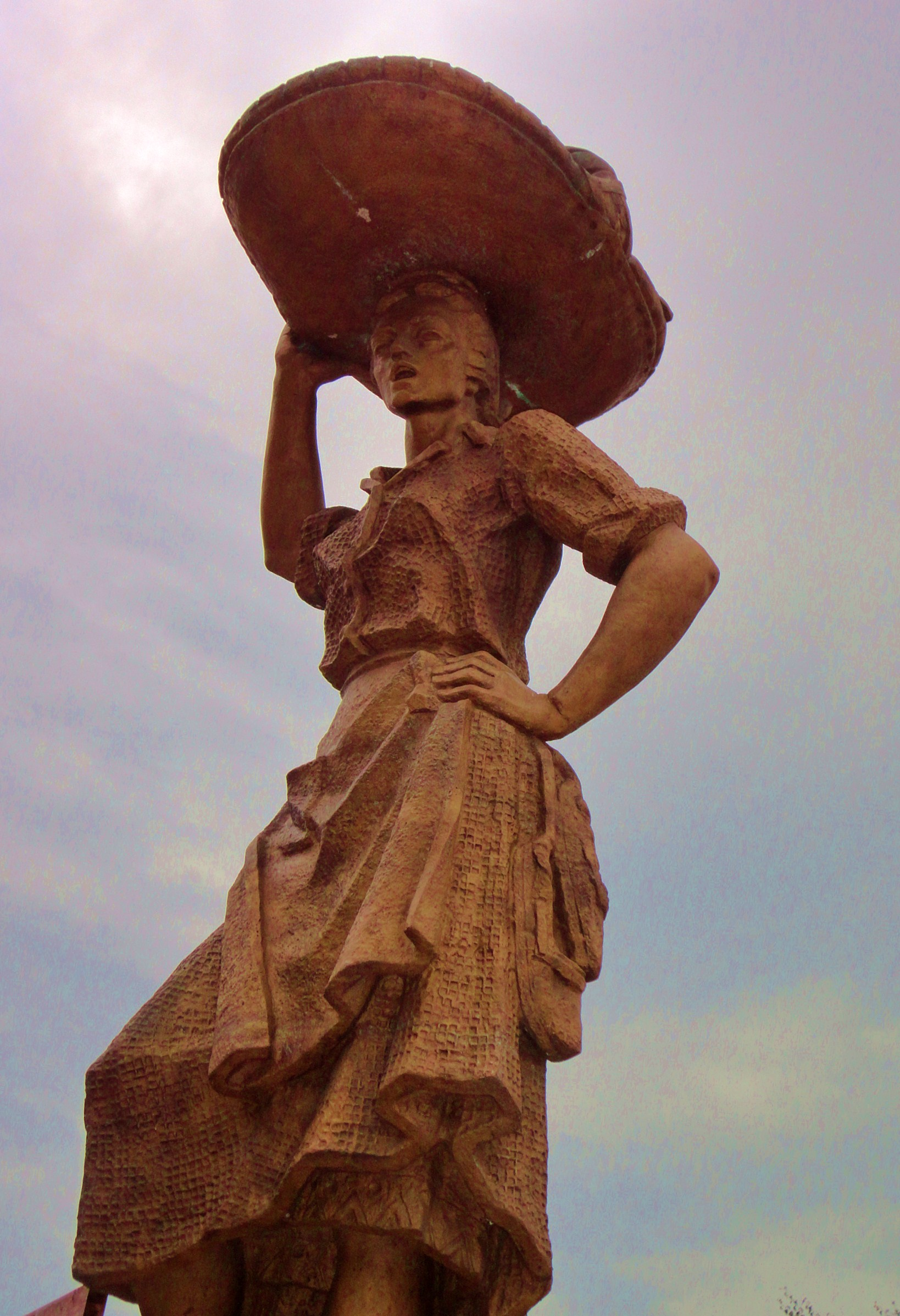
"Sardinera"

Algunos críticos sostienen que la obra de Lucarini posterior a la guerra civil tiene menos interés que su producción anterior. Le achacan la pérdida de la capacidad de innovación, y el acomodamiento y plegado a los gustos sociales dominantes. La obra más representativa de este periodo es el tigre que se alza en lo alto de un edificio industrial en Bilbao, denominado por su escultura edificio El Tigre, que es presentado como un símbolo del Bilbao de su tiempo.

### El ciclo cidiano

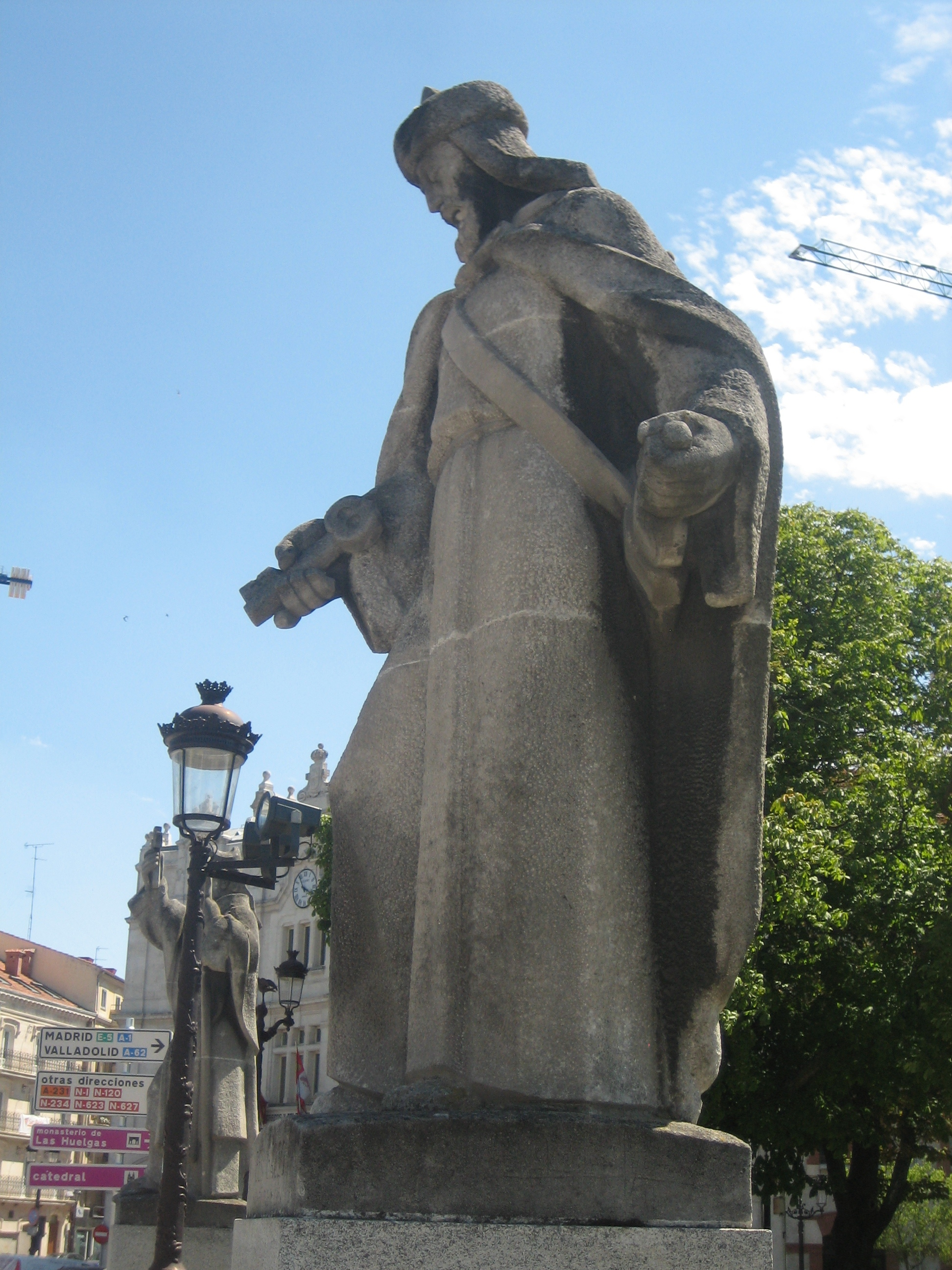
Ben Galbón, escultura en el puente de San Pablo de Burgos.

En 1953 se convocó un concurso nacional de escultura por parte del Ayuntamiento de Burgos con destino a la vía cidiana, que pasa por el puente de San Pablo en esa ciudad. Las figuras servirían de marco a la monumental obra realizada en 1955 por Juan Cristóbal, con la colaboración del arquitecto Fernando Chueca Goitia de la figura de Rodrigo Díaz de Vivar. Se exigían ocho estatuas de 3 metros de altura que representaran a los siguientes personajes cidianos: 
-Doña Jimena, esposa de El Cid
-Diego Rodríguez, único hijo varón del Cid, muerto prematuramente en la batalla de Consuegra.
-San Sisebuto, abad más importante del monasterio de San Pedro de Cardeña. Sin embargo el abad que se cita en el cantar es Don Sancho. 
-Jerónimo de Peribot, clérigo que en el cantar acompaña al Cid y recibe el obispado de Valencia.
-Martín Antolínez, ilustre burgalés, amigo de Rodrigo.
-Álvar Fáñez, sobrino y hombre de confianza del Campeador.
-Martín Muñoz, conde de Coímbra.
-Bengalbón, alcalde de Molina de Aragón y amigo del Cid.

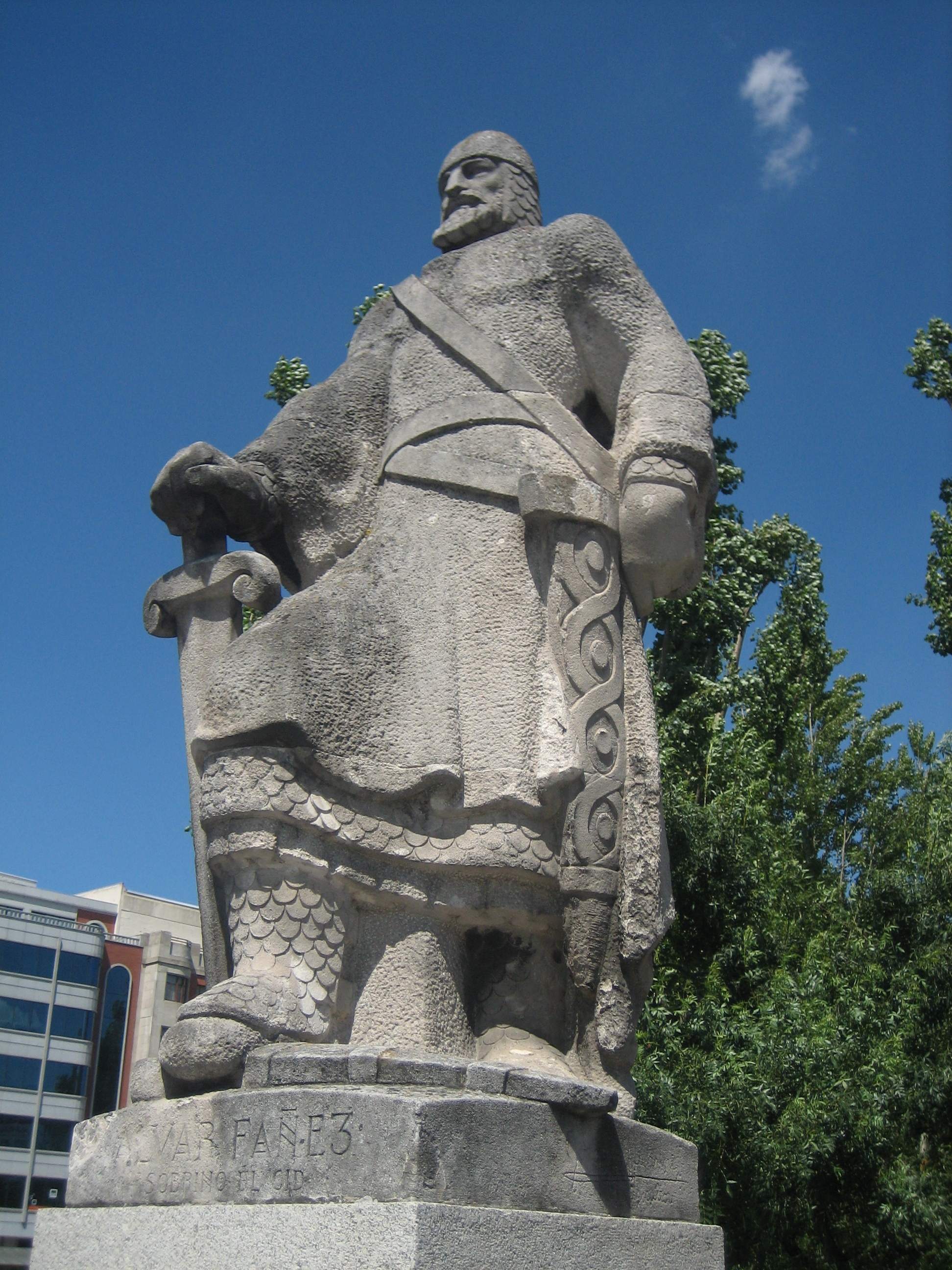
Álvar Fáñez, en el puente de San Pablo de Burgos

Labradas en piedra de Hontoria, se instalaron junto a los pretiles del puente. Chueca Goitia, arquitecto y miembro de jurado que eligió a Lucarini manifestó, tiempo después, justificando la elección del escultor alavés: "La estatuaria de Lucarini era la más apropiada para el puente de Burgos, y lo era por su concepción sólida y robusta, por la clara formulación del movimiento y por sus planos enérgicamente resueltos. En cierto modo compone volúmenes y masas como un arquitecto".
Doña Jimena sostiene dos palomas en su hombro, símbolos de las dos hijas. Don Diego, muerto prematuramente, se nos muestra en el esplendor de la juventud. Álvar Fáñez y Diego Antolínez, los fieles compañeros, el primero en actitud violenta y el segundo más astuto, más reposado.
En 1954 el ayuntamiento de Burgos convocó un nuevo concurso. Esta vez se trataba de esculpir ocho relieves en bronce sobre diferentes episodios de la vida del El Cid, correspondientes a otros tantos textos del poema. Se trataría del colofón a la vía cidiana que discurre por el centro de la capital castellana. Lucarini, nuevamente presentó el proyecto más atractivo a ojos del jurado. A pesar de haber completado el trabajo, los relieves nunca llegaron a ser colocados junto a las estatuas colocadas un año antes.

### El tigre

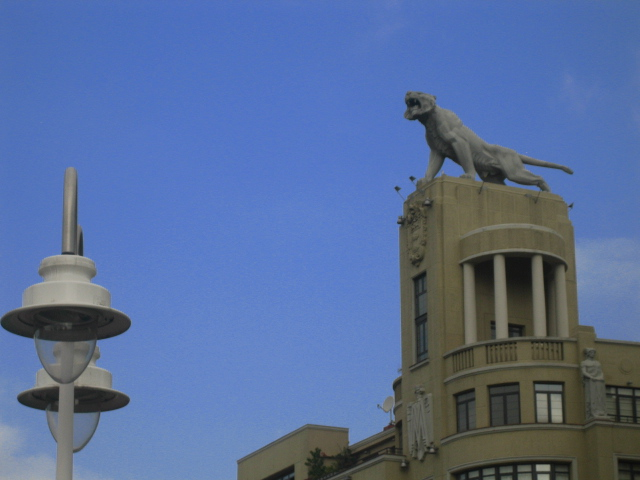
"El Tigre"

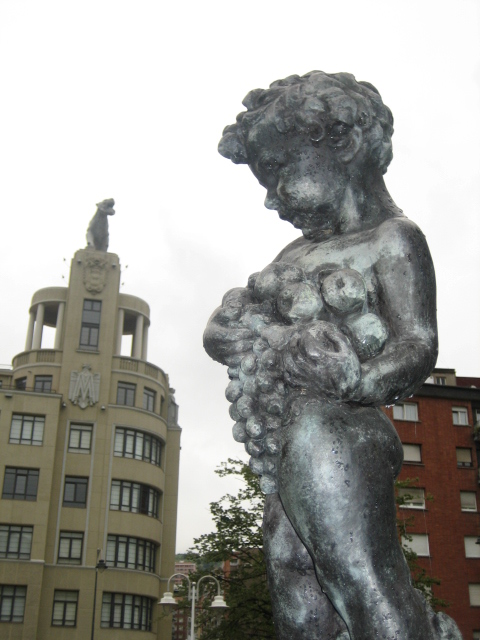

En  1941, en plena efervescencia industrial de Bilbao, se construyó un edificio destinado a albergar la fábrica, oficinas y local de exposición de la empresa "correas El Tigre". En 1942 se encargó al escultor la coronación de la obra con la escultura de un tigre de hormigón. La completó al año siguiente. La escultura, de nueve metros de longitud, se ha convertido con los años en uno de los símbolos emblemáticos de la ciudad, sobre todo después de que recientemente el edificio haya sido rehabilitado y convertido en viviendas de lujo. 
La figura también es conocida como "la leona" por parte de muchos bilbaínos. Sin embargo, Lucarini esculpió perfectamente los atributos masculinos, pero el hecho de que no puedan ser contemplados a pie de calle ha dado lugar a la confusión a lo largo de los años.

### Monumento a Sancho El Sabio
Convocado para celebrar el octavo centenario de la fundación de la ciudad, el ayuntamiento de San Sebastián convocó un concurso, que ganó Lucarini, para la realización de un obelisco de unos 40 metros de altura en el que, entre otras figuras alegóricas, sobresalía la figura del rey navarro Sancho. Lucarini realizó esta obra en un estilo neorománico.

### Panteón de la familia Hormaeche

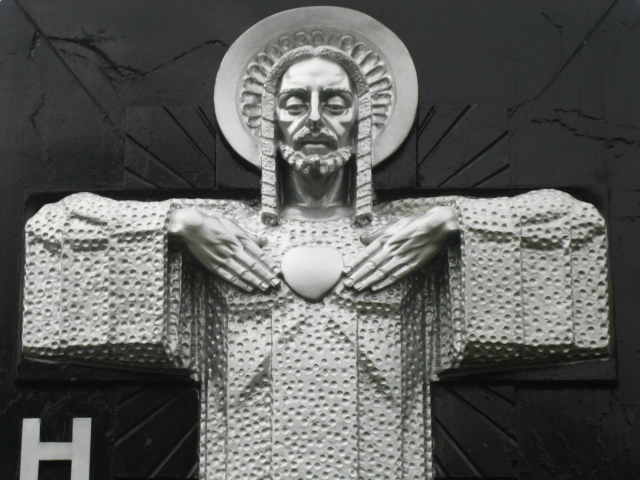

En la década de 1930, Lucarini colaboró con Isidoro Guinea en la realización del panteón de la familia Hormaeche, en el cementerio de Derio. La obra final tiene un indiscutible estilo art decó. Pese a la carencia decorativa de elementos, dispone un interesante juego de colores y de texturas a los que no le son ajenas las experiencias cubistas. El sentido religioso se observa en los remates de las esquinas que están basados en la conversión en volumen de una cruz cuyo plano se dibuja por todas sus caras. Presidiendo todo el monumento se representa un gran Sagrado Corazón en relieve. La anatomía se adapta a la forma de la cruz y está delimitada geométricamente

### Lucarini y Bilbao

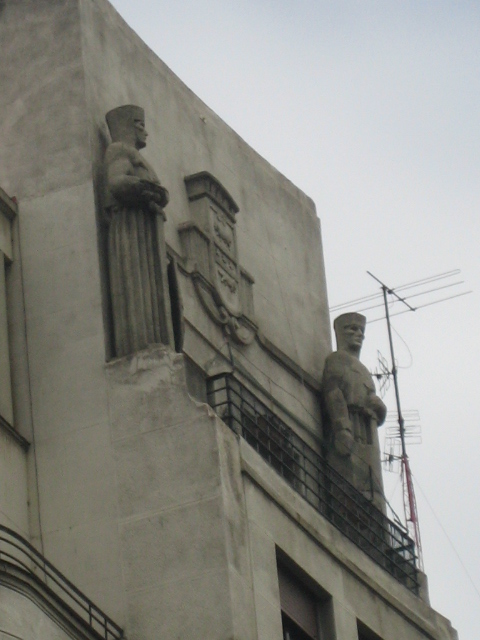
"Los Reyes"

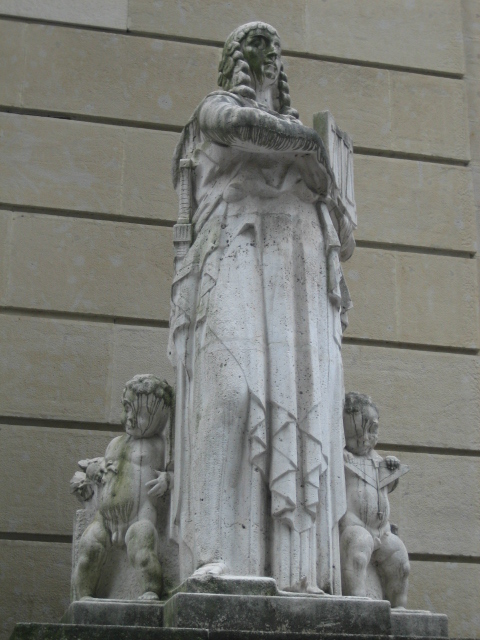
"La Ley"

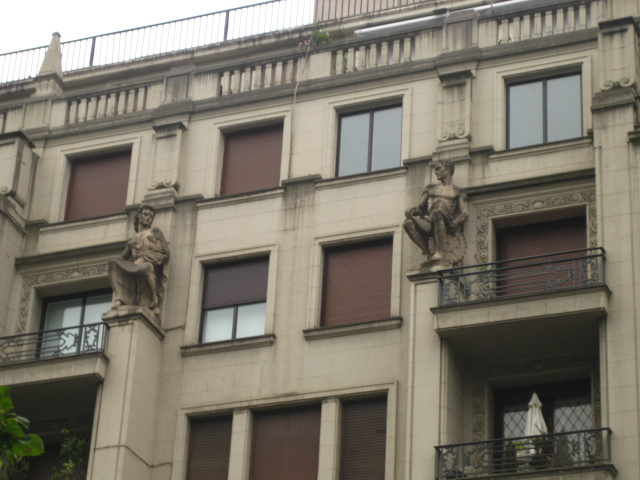
"Industria y Navegación"

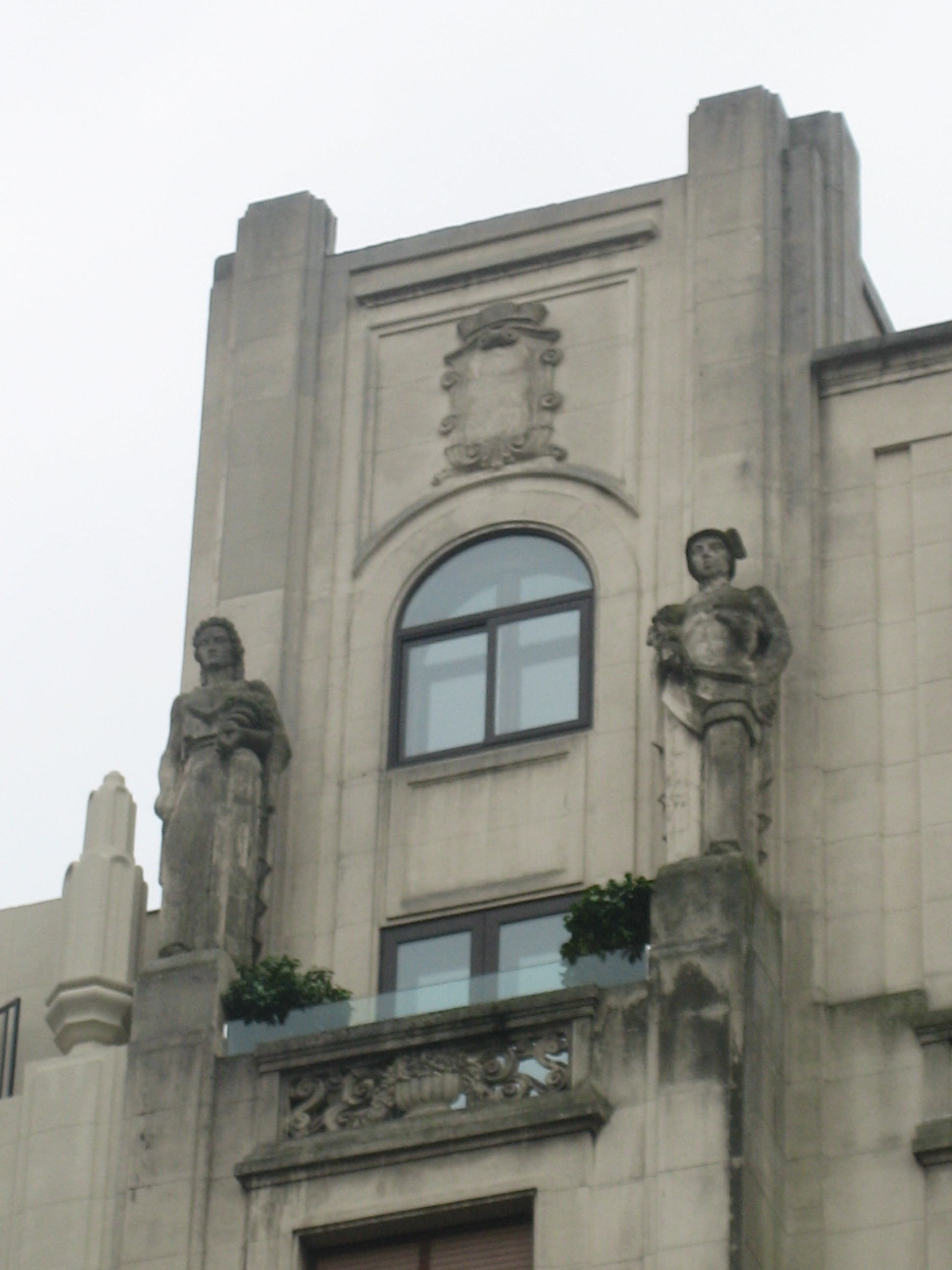
"Ceres y Mercurio"

Si bien Lucarini realizó una ingente producción pública en toda España, sobre todo después de la guerra civil, es la ciudad de Bilbao la que acoge la mayor representación de la obra del escultor (con permiso de Burgos y su ciclo cidiano). Sus obras jalonan diferentes espacios públicos de la ciudad. 
Numerosos fueron los arquitectos que solicitaron su colaboración para que sus obras decoraran las fachadas de sus edificios; la sede de la empresa La Equitativa, en los Jardines de Albia, el palacio de Justicia, inmuebles residenciales en la Gran Vía y en la plaza de Zabálburu, el interior de la iglesia de San Francisco, son alguno de los lugares que el paseante puede elegir en la capital vizcaína para admirar la obra de Lucarini. 
Sobresale por encima de todos ellos el conocido como Edificio El Tigre, antiguo bloque industrial y recientemente reconvertido en inmueble de viviendas, y que constituye uno de los perfiles típicos de la ciudad. 
También la obra exenta tiene representación en Bilbao, con ejemplos magníficos como Leyendo y El Verano. La iglesia de Torre Urizar alberga un conjunto de imágenes sacras. El cementerio de Derio tiene un panteón realizado por él.
Por desgracia, algunas de las obras que realizó han desaparecido al hacerlo los edificios en los que se alojaban, como es el caso ya citado de los relieves del club deportivo de Bilbao. En otros casos como en El abañil, escultura alojada en una fachada en la avenida de Santiago n.º 49 de Vitoria, la pieza artística desapareción en 2022 tras una obra de rehabilitación energética.
El museo de Bellas Artes de Bilbao conserva una obra de Lucarini realizada en basalto cristalizado.
Otras ciudades que conservan obras de Lucarini son, aparte de numerosas localidades vizcaínas, Burgos, Logroño y Vitoria.

## Obras
- Isidoro Walls 1927. Busto del coronel de infantería del cuartel de Garellano.
- El hambre, presentada en el Ateneo de Bilbao en marzo de 1928. Pieza que entronca con el naturalismo barroco español.
- Relieves del Club Deportivo de Bilbao 1929-30
- Del 14 al 18 1930. Bilbao, museo de Bellas Artes
- La victoria de la Música, obra alegórica, influenciada por la Victoria de Samotracia, 1932
- Leyendo 1932 (Bilbao)
- Boxeador 1932
- Lanzador de peso 1932
- Verso la parte dove si leva il sole 1932. Figura alegórica de mujer, desnuda, avenzando hacia el futuro empuñando una hoz y un libro, símbolos del trabajo y el intelecto.
- Alegoría de la Justicia 1935 (Bilbao). Realizado para la sede bilbaína de la empresa La Equitativa. Obra de 2.35 metros, realizada en granito negro alemán.
- Héroes del Álcazar de Toledo 1939 (Logroño)
- Última Cena, realizado para la capilla de la empresa burgalesa S.E.S.A. Realizada en estilo neorománico, que se evidencia tanto en los plegados de las vestiduras como en la posición de las manos y en la simetría de los cuerpos.
- El Tigre 1943 (Bilbao)
- Sagrado Corazón, realizado para el panteón familiar de la familia Hormaechea en el cementerio de Bilbao de Derio.
- San Roque 1947 (Guernica) Obra destinada al nuevo ayuntamiento de la localidad.
- Ceres y Mercurio 1949 (Bilbao)
- Monumento a Sancho el Sabio 1950 (San Sebastián)
- San Pedro 1951 (Basauri) Estatua de más de 3 metros colocada en la iglesia de San Pedro de dicha localidad
- Ciclo cidiano 1953-1955 (Burgos)
- Sagrado Corazón de María 1956 (San Sebastián) Situada en el monte Urgull.
- Industria y Comercio 1957 (Bilbao)
- Alegoría del Ahorro y los Campesinos 1959 (Logroño). Doble grupo escultórico, encargado para la fachada de la sede central de la Caja de Ahorros Provincial de Logroño (luego Caja Rioja), sito en el Espolón de la capital riojana, donde continúan instaladas, siendo propiedad hoy en día de la Fundación Caja Rioja.
- Hernán Cortés 1959 (Basauri).
- Sagrada Familia 1959 (Bilbao) En el barrio bilbaíno de Deusto.
- San Pedro Apóstol, 1961, titular de la iglesia parroquial de Huércanos (La Rioja).
- Homenaje a Fleming 1962 (Bilbao)
- Fortaleza y Templanza 1962 (Vitoria)
- Inmaculada (Bilbao) Situada en la universidad de Deusto.
- San Francisco Javier, altar de la iglesia homónima de Bilbao.
- Virgen de Begoña 1963 (San Juan de Gaztelugache). La obra está sumergida en el mar.
- Sardinera 1964 (Santurce)
- La Virgen del Buen suceso. (Carranza)